# Tropicana Field
Das Tropicana Field ist ein mit einer Kuppel überdachtes Baseballstadion in der US-amerikanischen Stadt Saint Petersburg im Bundesstaat Florida. Es war bis Oktober 2024 die Heimspielstätte der Tampa Bay Rays (AL) aus der Major League Baseball (MLB). Mit 25.025 Plätzen ist es das kleinste Stadion der MLB. Ursprünglich für den Baseball errichtet, wurde es mit der Zeit für viele andere Veranstaltungen wie Eishockey, Basketball, College Football, Arena Football, Sprint-Car-Rennen, Kunstturnen, Fußball, Tennis, Gewichtheben, Tischtennis, Karate, Motorradrennen, Pferdesport, Eisschnelllauf und Eiskunstlauf genutzt.

## Geschichte
Bereits in den 1980er-Jahren zeigte die Stadt Saint Petersburg Interesse an einem professionellen Baseball-Franchise und begann 1986 mit dem Bau eines neuen Stadions. Nachdem man zunächst die Chicago White Sox, die San Francisco Giants oder die Seattle Mariners vergeblich zu einem Umzug zu bewegen versuchte, hatte man bei der Eröffnung des Stadions noch immer keinen festen Mieter gefunden. Am 3. März 1990 wurde die 138 Mio. US-Dollar teure Anlage eröffnet. 1991 wurde das Expansion Team der Tampa Bay Lightning der National Hockey League gegründet. Der Name Suncoast Dome wurde in ThunderDome geändert. Es war von 1993 bis 1996 in der Spielstätte in Saint Petersburg beheimatet, bevor man in den Ice Palace in Tampa umzog.
1995 vergab die MLB ein Franchise an die Stadt Saint Petersburg. Im Oktober 1996 wurde, obwohl als Baseballpark konzipiert, das Stadion für eine Renovierung über 17 Monate geschlossen. Es mussten einige Probleme für den Baseball gelöst werden, dabei wurden 85 Mio. US-Dollar investiert. Unter anderem wurden die Gänge verbreitert, das Spielfeld erhielt ein AstroTurf-Kunstrasen, Clubhäuser, Dugouts, zusätzliche Luxus-Suiten, Toilettenanlagen, Aufzüge, Rolltreppen und Verwaltungsbüros eingerichtet. Die Sitzplatzkapazität sank von 48.000 auf 45.000 Zuschauer. Doch auch nach dem Umbau waren die Bedingungen nicht optimal.
Am 4. Oktober 1996 wurde die Tropicana Products Inc. (von 1998 bis Januar 2022 eine Fruchtsaft-Tochter von PepsiCo, Inc.) Namenssponsor und die Spielstätte wurde in Tropicana Field umbenannt. Der Vertrag für 30 Mio. US-Dollar hat eine Laufzeit über 30 Jahre bis 2026. 1998 nahm das Expansion Team der damaligen Tampa Bay Devil Rays den Spielbetrieb im Stadion auf. Im März 2000 erhielt das Spielfeld einen neuen Belag aus FieldTurf. Es war das erste Stadion der MLB mit diesem neuartigen Kunstrasen. Die erste Partie auf dem neuen Kunstgrün bestritten die Rays am 7. April gegen die Cleveland Indians.
Ab 2005 wurden von den Tampa Bay Rays in den nächsten Jahren nochmals geschätzte 37 Mio. US-Dollar in das Tropicana Field investiert. Zwischen 2006 und 2007 wurden für 18 Mio. US-Dollar für die Einrichtung des Rays Club, die Installation neuer Videowände und einer Beschallungsanlage sowie die Hinzufügung des Ted Williams Museum und der Hitters Hall of Fame in der Center Field Street finanziert.
Das Tropicana Field ist bei den Fans unbeliebt. Die Besucherzahlen sinken stetig. In den letzten Jahren kamen kaum mehr als 15.000 Zuschauer pro Spiel. 2014 wurden weitere Umbauten im Stadion durchgeführt. Seit 2017 ist ein Shaw Sports Turf im Tropicana Field verlegt.
Das Tropicana Field wurde Anfang Oktober 2024 als Basislager für 10.000 Personen für Aufräumarbeiten und Ersthilfe beim nahenden Hurrikan Milton vorbereitet. Am 9. Oktober wurde die Dachhaut der Kuppel fast vollständig vom Hurrikan zerstört.
Die Renovierungsarbeiten am Stadion könnten bis 2026 andauern. Die Tampa Bay Rays planen für 2025 den Spatenstich, neben dem alten Stadion, für das 1,3 Mrd. US-Dollar teure Gas Plant Stadium, neben dem Tropicana Field, dass das Team 2028 beziehen soll. Nun muss entschieden werden, ob das Tropicana Field überhaupt wieder instand gesetzt wird oder die Rays sich bis zur Fertigstellung der neuen Spielstätte Ausweichspielorte bis 2028 suchen. Für die Saison 2025 wird das Team seine Heimspiele im George M. Steinbrenner Field, nahe dem Raymond James Stadium der Tampa Bay Buccaneers (National Football League), mit rund 11.000 Plätzen, austragen. Die Yankee Global Enterprises, Besitzer der New York Yankees, ist Eigentümer der Anlage. Die Yankees verbringen hier vor der Saison ihr Spring Training.
Im Januar 2025 stimmten die Tampa Bay Rays einem Plan zur vollständigen Reparatur des Tropicana Field zu. Die Kosten sollen bei mindestens 56 Mio. US-Dollar liegen. Bis zur Saison 2026 soll die Spielstätte der Tampa Bay Rays einsatzbereit sein. aus der Vereinbarung zwischen der Stadt und dem Team geht hervor, dass die Stadt die Renovierung finanziert. Dies soll teilweise durch Versicherungen und Mittel der Federal Emergency Management Agency (FEMA) gedeckt werden, die bisher aber noch nicht genehmigt wurden. Zunächst wollten sich die Rays von der Verpflichtung zur Reparatur freizukaufen. In einer E-Mail vom 30. Dezember 2024 gab der Präsident der Rays, Matt Silverman,  an, dass das Team für den Wiederaufbau des Tropicana Field, gemäß den Bedingungen der Nutzungsvereinbarung, sei. „Obwohl wir offen für ein Szenario waren, in dem sich die Stadt von ihrer Verpflichtung zum Wiederaufbau des Ballparks freikauft, unterstützen die Rays dies und erwarten, dass die Stadt das Tropicana Field gemäß den Bedingungen der aktuellen Nutzungsvereinbarung wiederaufbaut“, schrieb Silverman. Der wichtigste Punkt ist die rechtzeitige Fertigstellung. Die Renovierungsarbeiten müssen so bald wie möglich beginnen, um zum Saisonstart 2026 abgeschlossen zu sein. Bis zum März 2025 soll eine Genehmigung zur Reparatur des Dachs und zur Verlegung eines neuen Rasens vorliegen. Dies soll bis zum Februar 2026 geschehen. Die Planungen sehen weiter vor, dass das Tropicana Field nach der Saison 2028 abgerissen werden soll und einem neuen Stadion Platz macht. Nicht alle Mitglieder des Stadtrats von Saint Petersburg sind mit der Notwendigkeit solcher Ausgaben einverstanden. Nach den zwei verheerenden Hurrikans Milton und Helene im Herbst 2024 baut die Stadt immer noch ihre Infrastruktur wieder auf. Einige Stadträte glauben, das Geld könnte besser für andere Bedürfnisse der Einwohner ausgegeben werden.

## Veranstaltungen
Die Tampa Bay Rays erreichten 2008 und 2020 die World Series, verloren aber beide Finalserien. Das Finale im Davis Cup 1990 vom 30. November bis zum 2. Dezember zwischen den Vereinigten Staaten und Australien (3:2) wurde im überdachten Stadion vor insgesamt 53.150 Besuchern auf Sandplatz ausgetragen.
Bei einem Auftritt der New Kids on the Block am 11. August 1990 war die Rekordzahl von 47.150 Fans vor Ort. Im gleichen Jahr traten die NBA-Mannschaften Chicago Bulls zu einer Partie der Preseason gegen die Seattle SuperSonics vor 25.710 Fans in Saint Petersburg an. Es war bis 1994 die größte Zuschauerzahl bei einem Basketballspiel im Staat Florida. Die Tampa Bay Storm der Arena Football League (AFL) stellte mit 28.746 Fans gegen die Orlando Predators einen Besucherrekord der Liga für ein einzelnes Spiel auf. Am 23. April 1996 trafen in Spiel 4 im Viertelfinale der NHL-Eastern Conference die Tampa Bay Lightning auf die Philadelphia Flyers. Es war mit 28.183 Zuschauern die höchste Besucherzahl bei einem einzelnen Spiel in den Play-offs. 1999 wurde das NCAA Division I Basketball Final Four im Stadion veranstaltet. Das Halbfinale und das Endspiel sahen am 27. und 29. März 40.632 bzw. 39.113 Zuschauer.
Von 2008 bis 2017 war das Stadion Austragungsort des Bowl Game Gasparilla Bowl im NCAA-College-Football. Von 2012 bis 2020 war das Tropicana Field Schauplatz des seit 1925 stattfindenden East–West Shrine Bowl.

## Architektur
Es ist das letzte Stadion der MLB mit einem festen Dach. Seither werden neben den Freiluft-Ballparks die Stadien in klimatisch schwierigen Gebieten mit Hitze oder Niederschlag mit einem schließbaren Dach wie der T-Mobile Park (1999) in Seattle, der Minute Maid Park (2000) in Houston, der LoanDepot Park (2012) in Miami oder das Globe Life Field (2020) in Arlington gebaut.
Die Gebäudegestaltung wurde hinsichtlich der Gebäudeverwendung vielfach als ungeeignet kritisiert. Die Stahlkonstruktion des Dachs blockierte mehrfach Bälle und verhinderte somit reguläre Home Runs. Die Flutlichtanlage, die ringförmig unter dem Dach angeordnet ist, kann bei direkten Treffern durch Spielbälle überdies zu einer Gefahr für die Spieler werden, wenn das Glas über dem Feld zu Bruch geht.

## Galerie

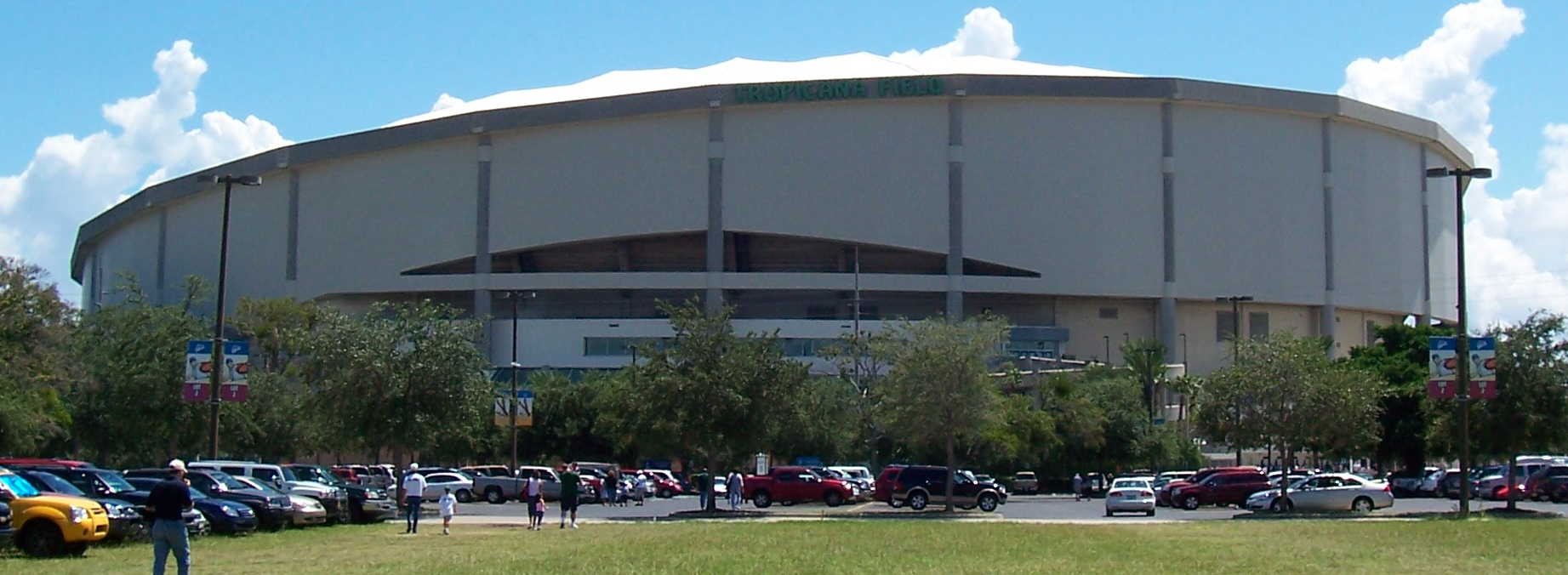
Außenansicht des Stadions (2006)
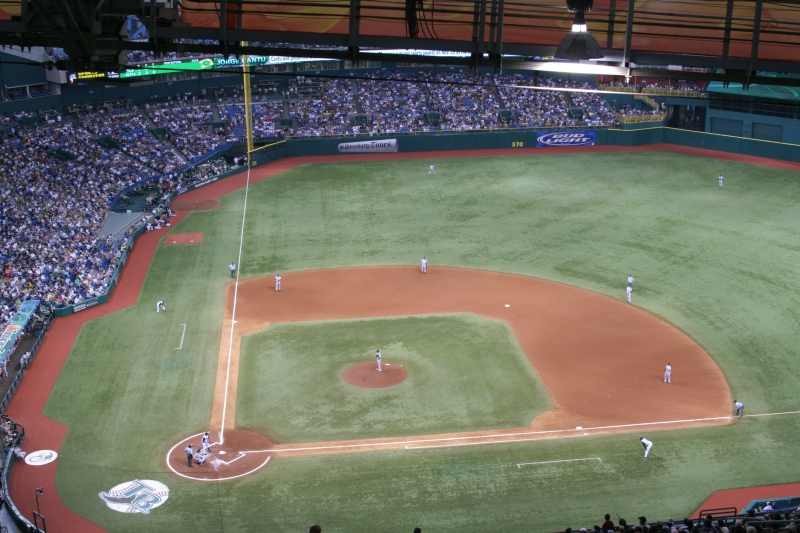
Innenansicht des Stadions (2007)
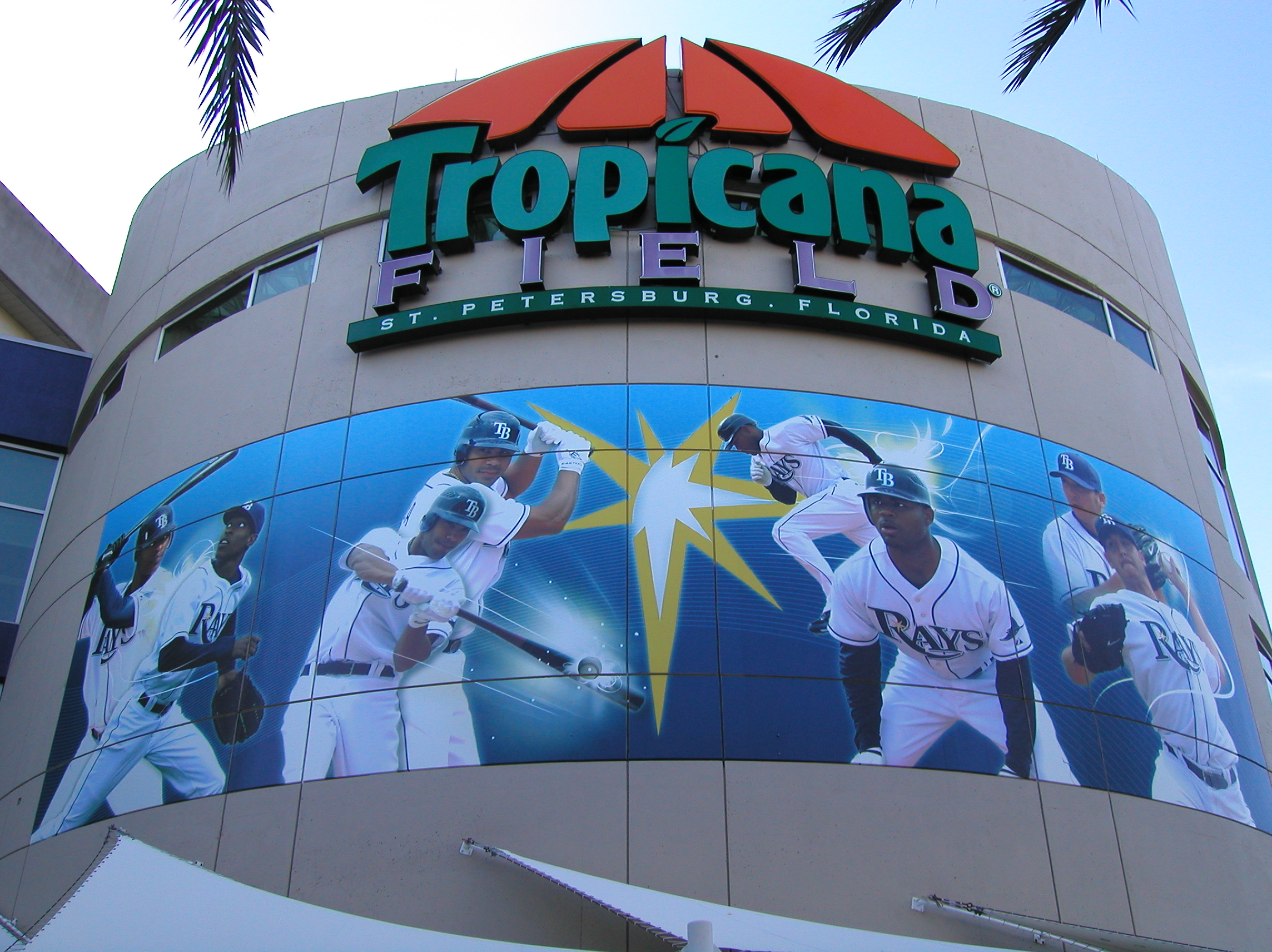
Ein Eingang des Tropicana Field (2008)
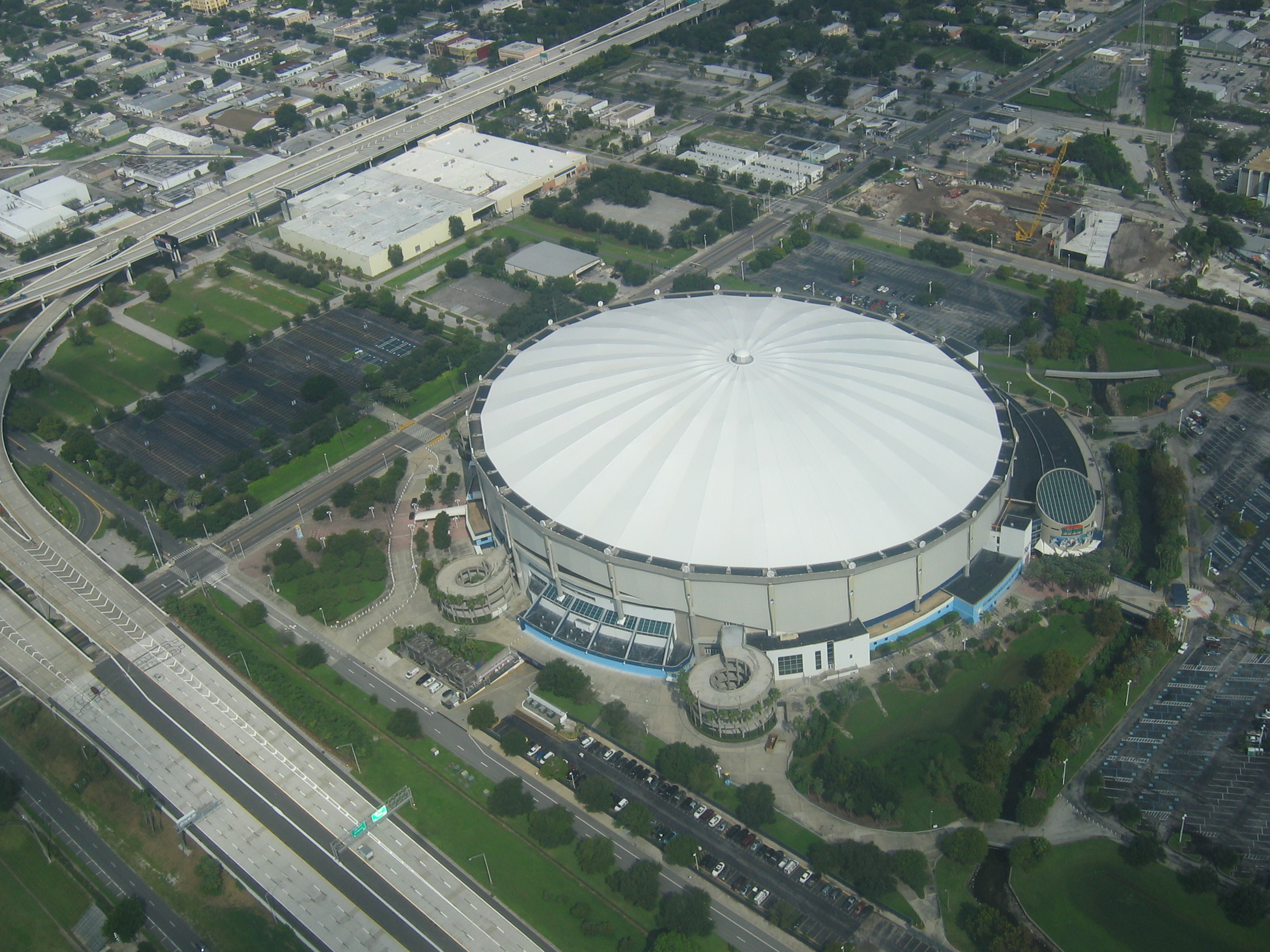
Luftbild (2009)
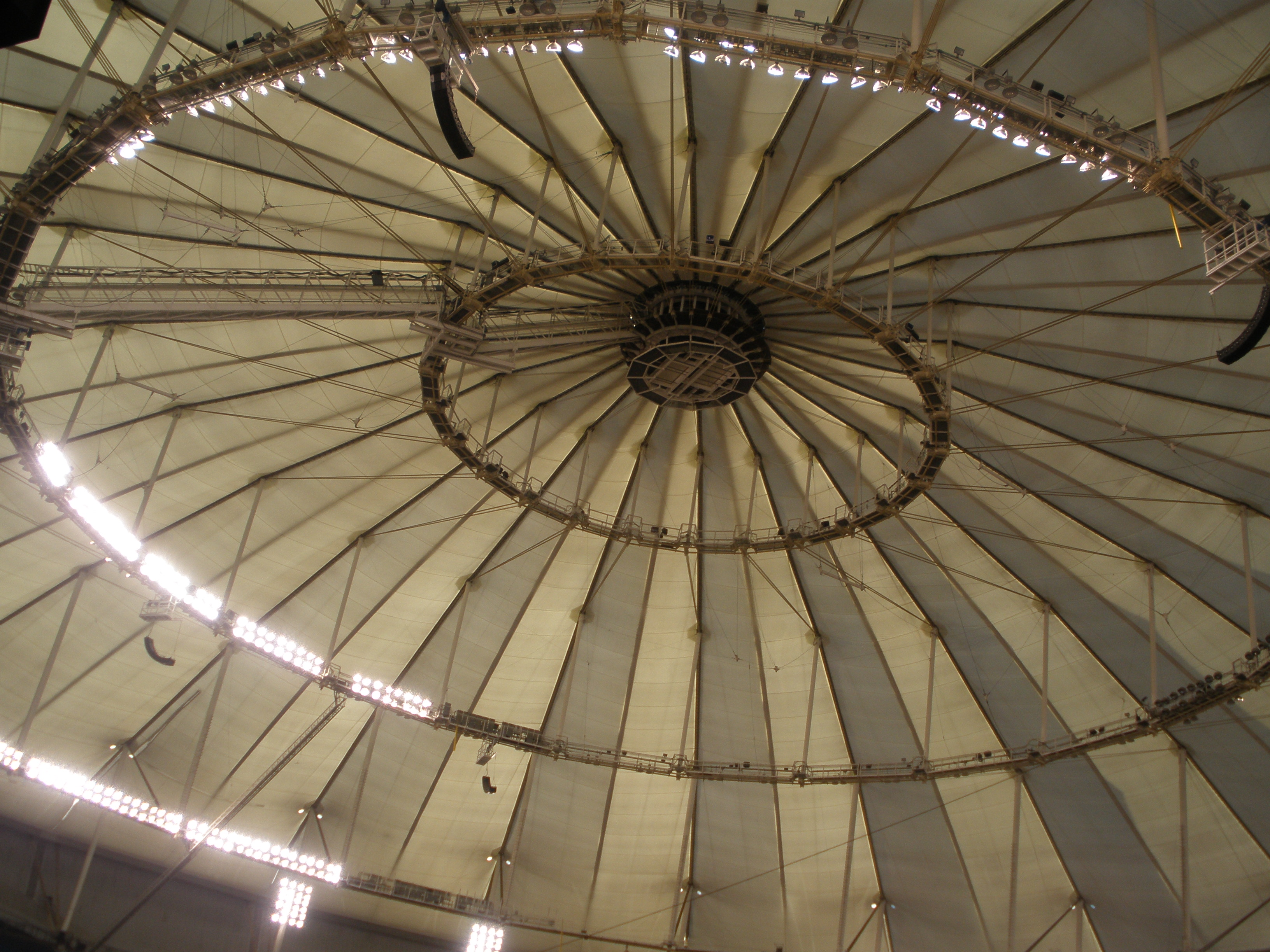
Das über drei Ringe gespannte Dach (2009)
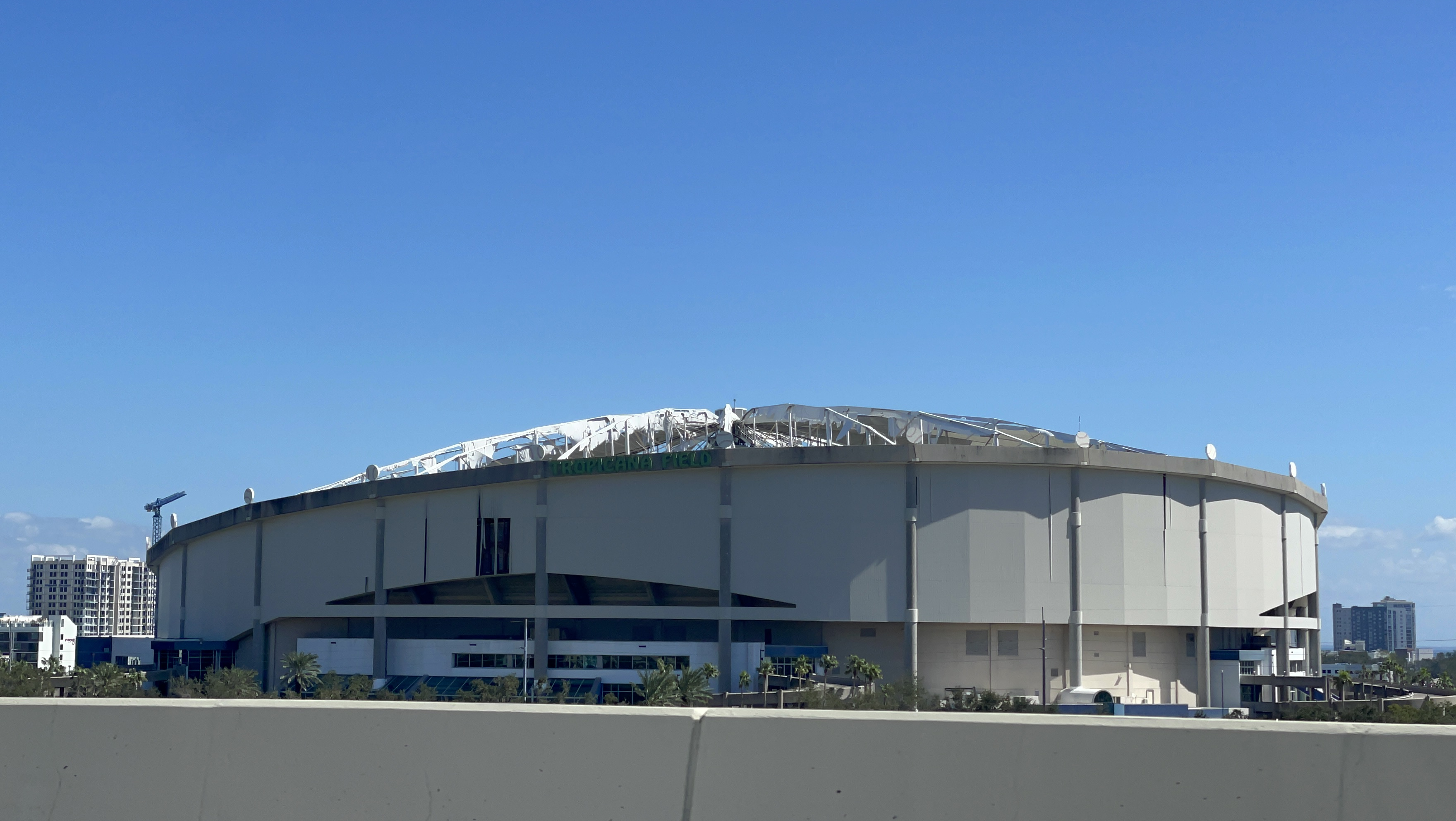
Das Stadion am 13. Oktober 2024 mit beschädigter Kuppel